# Durham (New Hampshire)
Durham is een plaats (town) in de Amerikaanse staat New Hampshire, en valt bestuurlijk gezien onder Strafford County.

## Demografie
Bij de volkstelling in 2000 werd het aantal inwoners vastgesteld op 12664.

## Geografie
Volgens het United States Census Bureau beslaat de plaats een oppervlakte van 64,1 km², waarvan 58,0 km² land en 6,1 km² water.

## Plaatsen in de nabije omgeving
De onderstaande figuur toont nabijgelegen plaatsen in een straal van 16 km rond Durham.